# Mount Vernon (Georgia)
Mount Vernon – miasto w Stanach Zjednoczonych, w stanie Georgia, siedziba administracyjna hrabstwa Montgomery.